# روبرت إس. بينبريج
روبرت إس. بينبريج (بالإنجليزية: Robert S. Bainbridge)‏ هو سياسي أمريكي، ولد في 21 يناير 1913، وتوفي في 1959. حزبياً، نشط في الحزب الجمهوري. وقد انتخب عضو مجلس ولاية نيويورك.